# Imperi centrali

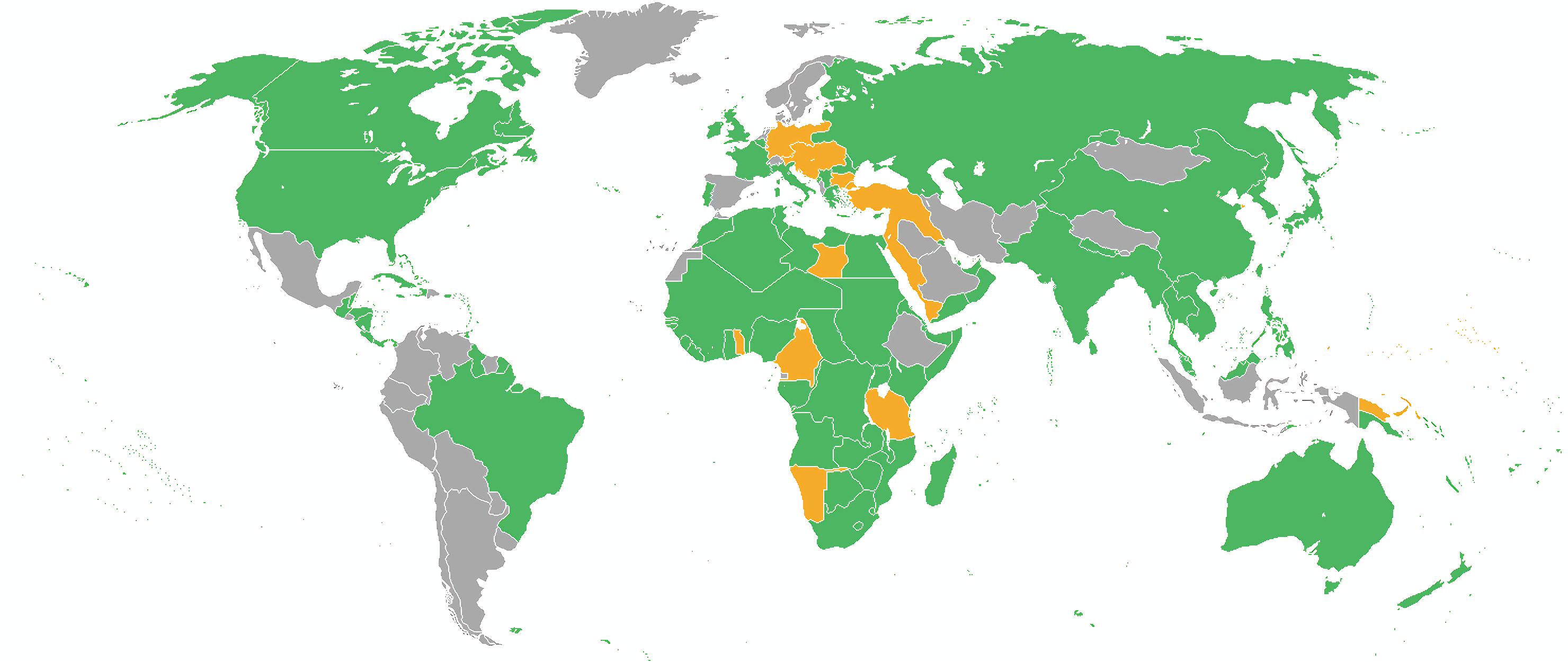
Paesi partecipanti alla prima guerra mondiale: gli Alleati sono indicati in verde, gli imperi centrali in arancione e in grigio le nazioni neutrali

Imperi centrali o potenze centrali (in tedesco: Mittelmächte; ungherese: Központi Hatalmak; turco: İttifak Devletleri o Bağlaşma Devletleri; bulgaro: Централни сили, Centralni sili), noti anche con il nome di Quadruplice Alleanza (Vierbund in tedesco), sono termini usati per indicare le quattro nazioni che durante la prima guerra mondiale si coalizzarono contro la Triplice intesa e gli Alleati.
La coalizione comprendeva Impero tedesco, Impero austro-ungarico, Impero ottomano e Regno di Bulgaria. Il nome dell'alleanza deriva dalla posizione geograficamente centrale dei quattro Stati rispetto allo schieramento opposto.

## Stati membri
Germania e Austria-Ungheria si allearono il 17 ottobre 1879 e ad esse si unì successivamente, il 20 maggio 1882 (cfr. la voce Triplice alleanza) l'Italia, la quale, comunque, già nel 1902 si impegnò in segreto a non onorare i suoi impegni di alleanza in caso di guerra contro la Francia, principale avversario della Germania.

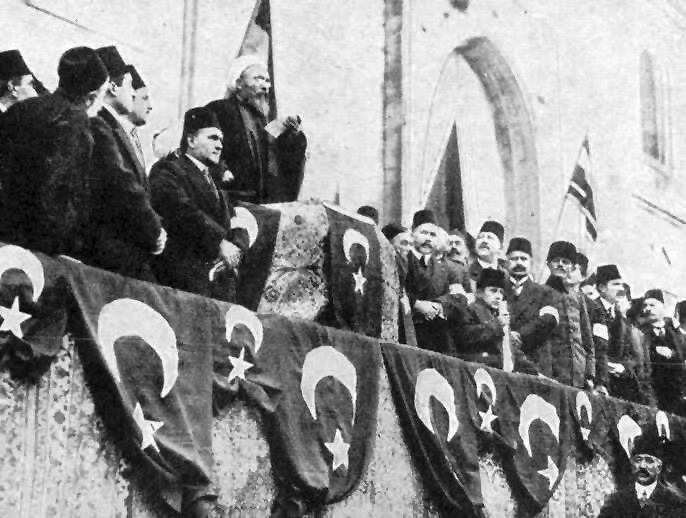
Dichiarazione di guerra degli ottomani

A seguito dello scoppio della guerra in Europa nel luglio del 1914, l'Impero ottomano intervenne alla fine di ottobre contro la Russia, bombardando i porti zaristi del Mar Nero e provocando le dichiarazioni di guerra da parte della Triplice intesa, ossia Russia, Francia e Regno Unito.
La Bulgaria, ancora piena di risentimento per la sua sconfitta del luglio 1913 per mano di Serbia, Grecia, Romania e Impero ottomano, fu l'ultima nazione a entrare in guerra contro l'Intesa, invadendo la Serbia, in congiunzione con le truppe tedesche e austro-ungariche, nell'ottobre del 1915.

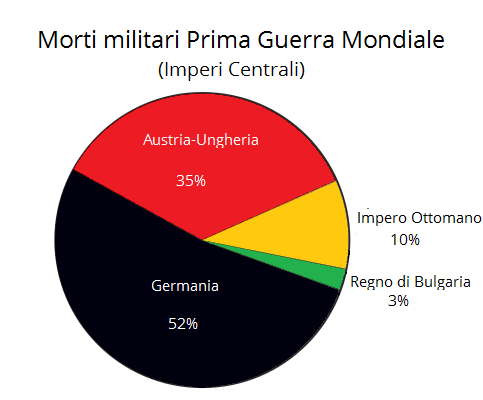
I caduti militari degli imperi centrali ripartiti in percentuale per singola nazione

In definitiva, gli Stati degli imperi centrali furono:
- Austria-Ungheria: entrata in guerra il 28 luglio 1914[1];
- Germania e colonie: entrata in guerra il 1º agosto 1914[1];
- Impero ottomano: entrato in guerra segretamente il 2 agosto 1914, ufficialmente il 29 ottobre 1914[1];
- Regno di Bulgaria: entrata in guerra il 14 ottobre 1915[1].

|                              |                              | Popolazione   | Area            | PIL             |
| ---------------------------- | ---------------------------- | ------------- | --------------- | --------------- |
| Impero tedesco, 1914         | Madrepatria                  | 67,0 milioni  | 0,5 milioni km² | $244,3 miliardi |
| Impero tedesco, 1914         | Colonie                      | 10,7 milioni  | 3 milioni km²   | $6,4 miliardi   |
| Impero tedesco, 1914         | Totale                       | 77,7 milioni  | 3,5 milioni km² | $250,7 miliardi |
| Impero austro-ungarico, 1914 | Impero austro-ungarico, 1914 | 50,6 milioni  | 0,6 milioni km² | $100,5 miliardi |
| Impero ottomano, 1914        | Impero ottomano, 1914        | 23,0 milioni  | 1,8 milioni km² | $25,3 miliardi  |
| Regno di Bulgaria, 1915      | Regno di Bulgaria, 1915      | 4,8 milioni   | 0,1 milioni km² | $7,4 miliardi   |
| Totale                       | Totale                       | 156,1 milioni | 5,9 milioni km² | $383,9 miliardi |

|                        | Mobilitati | Morti in combattimento | Feriti    | Prigionieri/Dispersi | Perdite totali | Percentuale dei mobilitati |
| ---------------------- | ---------- | ---------------------- | --------- | -------------------- | -------------- | -------------------------- |
| Impero tedesco         | 13.250.000 | 1.808.546              | 4.247.143 | 1.152.800            | 7.208.489      | 66%                        |
| Impero austro-ungarico | 7.800.000  | 922.500                | 3.620.000 | 2.200.000            | 6.742.500      | 86%                        |
| Impero ottomano        | 2,998,321  | 325.000                | 400.000   | 250.000              | 975.000        | 34%                        |
| Regno di Bulgaria      | 1.200.000  | 75.844                 | 153.390   | 27.029               | 255.263        | 21%                        |
| Totale                 | 25.257.321 | 3.131.890              | 8.419.533 | 3.629.829            | 15.181.252     | 66%                        |

### Il ruolo dell'Italia
Il 7 ottobre 1879 Germania e Austria-Ungheria firmarono l'accordo di duplice alleanza. Pochi anni dopo, il 20 maggio 1882, anche il Regno d'Italia entrò a fare parte di tale alleanza, firmando il patto detto di Triplice alleanza. L'alleanza tra Italia e gli austro-tedeschi era unicamente a scopo difensivo: se uno degli alleati fosse stato attaccato da un altro Stato, gli altri due sarebbero dovuti entrare in guerra a sua difesa.
Allo scoppio della prima guerra mondiale, l'Italia non accettò di entrare in guerra, in quanto Germania e Austria-Ungheria avevano per primi dichiarato guerra al Regno di Serbia; all'insaputa degli alleati, l'Italia si impegnò poi con l'Intesa con il Patto di Londra. L'allora ministro degli esteri, Sidney Sonnino, il 26 aprile 1915 strinse con gli Stati dell'Intesa un patto che impegnava l'Italia a entrare in guerra entro un mese in cambio di ingenti concessioni territoriali (Tirolo meridionale, Trieste, Gorizia, l'Istria con eccezione di Fiume e parti della Dalmazia).
Lo Statuto albertino attribuiva al solo sovrano la responsabilità di decidere l'ingresso in guerra (art.5), ma l'art.10 dello Statuto stabiliva che ogni legge che coinvolgesse i conti dello Stato doveva essere presentata prima alla Camera dei deputati. Una guerra non può farsi senza un impegno economico, quindi occorreva l'approvazione del Parlamento. Il patto di Londra era stato deciso dal re, dal presidente del consiglio Salandra e dal ministro degli esteri Sonnino ignorando il parlamento e i restanti membri del governo. La Camera dei deputati diede i pieni poteri al governo, accettando il fatto compiuto, per non creare un grave problema istituzionale: l'abdicazione del re. Dei neutralisti gli unici a tenere fede alla propria posizione furono i socialisti e alcuni cattolici che votarono contro i pieni poteri al governo e alla guerra. La violenza aggressiva scatenata in piazza dagli interventisti fornì l'appoggio determinante al governo di Roma, che il 24 maggio 1915 dichiarò guerra all'Austria-Ungheria, una guerra che avrebbe provocato all'Italia oltre 650 000 morti e quasi un milione di feriti.

### Impero ottomano
A seguito dello scoppio della guerra in Europa nel luglio del 1914, l'Impero ottomano (che già in segreto si era schierato con le potenze centrali: alleanza turco-tedesca) intervenne solo alla fine di ottobre con lo scopo di attaccare la Russia e sottrarle importanti territori, aprendo così il più vasto teatro di guerra dell'intero conflitto.

### Bulgaria
La Bulgaria fu l'ultima nazione a entrare in guerra a fianco di Germania, Austria-Ungheria e Impero ottomano il 5 ottobre 1915, spinta soprattutto dal desiderio di rivincita contro la Serbia (che aveva sconfitto la Bulgaria durante le guerre balcaniche), che invase nei primi atti della guerra, dando così il via alla campagna dei Balcani.

### Alleati minori

#### Cobelligeranti
- Stato dei dervisci: fondato all'inizio del XX secolo dal movimento islamico del mullā Mohammed Abdullah Hassan, il cosiddetto "Stato dei dervisci" era esteso sulle regioni interne della Somalia centrale e settentrionale e si opponeva con le armi alla penetrazione coloniale intrapresa da Regno Unito e Regno d'Italia nel Corno d'Africa; durante il periodo della prima guerra mondiale lo Stato ricevette sostegno diplomatico da parte della Germania, nonché armi e consiglieri militari dall'Impero ottomano perché attaccasse le colonie italiane e britanniche, ma in definitiva condusse solo azioni minori[7]. Lo Stato fu poi distrutto da una spedizione militare britannica nel corso del 1920.
- Sultanato del Darfur: occupato dall'Egitto nel 1874, ma tornato indipendente nel 1899 dopo gli eventi della guerra Mahdista, all'entrata in guerra dell'Impero ottomano il sultanato si schierò contro il Regno Unito; la nazione capitolò ben presto a seguito di una spedizione militare anglo-egiziana nel marzo-novembre del 1916 e fu definitivamente integrata nel Sudan anglo-egiziano[8].
- Senussi: la confraternita islamica dei Senussi, che controllava militarmente le regioni interne della Cirenaica, condusse tra il 1915 e il 1917 una serie di operazioni contro i possedimenti coloniali britannici in Egitto e italiani in Libia, dopo avere ricevuto sostegno e rifornimenti di armi da Germania e Impero ottomano.

#### Stati satelliti dell'Impero tedesco
A seguito della firma del trattato di Brest-Litovsk e dell'uscita della Russia dal conflitto la Germania istituì una serie di Stati satelliti e fantocci sui territori occidentali appartenenti all'ormai ex Impero russo:
- Regno di Polonia: istituito dalla Germania nel novembre del 1916 sui territori del Regno del Congresso, godette sempre di scarsissima autonomia e fu utilizzato prevalentemente per dare una parvenza di legittimazione all'occupazione tedesca della Polonia[9]; si dissolse a seguito degli eventi della cosiddetta "sollevazione della Grande Polonia" del dicembre del 1918, trasformandosi nella Seconda Repubblica di Polonia.
- Regno di Finlandia: proclamò l'indipendenza il 6 dicembre 1917 e offrì la corona al principe tedesco Federico Carlo d'Assia-Kassel, che tuttavia non entrò mai formalmente in carica; il regno si dissolse nel novembre del 1918, poco dopo la resa della Germania, e la Finlandia divenne una repubblica pienamente indipendente.
- Regno di Lituania: dichiarò l'indipendenza il 16 febbraio 1918 sui territori dell'attuale Lituania e il nobile tedesco Wilhelm Karl, duca di Urach, ne ottenne la corona come Mindaugas II di Lituania, anche se la sua nomina fu più formale che altro e lo Stato rimase strettamente amministrato dai tedeschi; con la sconfitta della Germania il regno si dissolse e al suo posto fu proclamata la repubblica.
- Ducato di Curlandia e Semigallia: formalmente istituito l'8 marzo 1918 come Stato fantoccio della Germania sulle regioni di Curlandia e Semigallia (oggi in Lettonia), fu poi assorbito nel Ducato Baltico Unito nel settembre seguente.
- Repubblica Popolare Bielorussa: dichiarò l'indipendenza il 25 marzo 1918 sui territori corrispondenti più o meno all'attuale Bielorussia, ma non ottenne un riconoscimento diplomatico dalle nazioni dell'Intesa; fu poi assorbita nella Repubblica Socialista Federativa Sovietica Russa nel gennaio del 1919, durante gli eventi della guerra civile russa.
- Ducato Baltico Unito: proclamato indipendente nell'aprile del 1918 ed esteso sui territori delle attuali Estonia e Lettonia, si dissolse già nel novembre del 1918 a guerra ormai conclusa.
- Repubblica Democratica di Georgia: proclamatasi indipendente il 26 maggio 1918 sui territori dell'attuale Georgia dopo la dissoluzione della precedente Repubblica Federale Democratica Transcaucasica, richiese subito l'assistenza delle truppe tedesche, divenendo di fatto un protettorato della Germania; dopo la fine della guerra ottenne il riconoscimento da parte di diverse nazioni dell'Intesa, ma nel febbraio-marzo del 1921 fu invasa e occupata dalle truppe russe bolsceviche e integrata nella nascente Unione Sovietica.

#### Stati satelliti dell'Impero ottomano
- Emirato del Jebel Shammar: Stato satellite dell'Impero ottomano, era esteso sulla parte centrale e settentrionale dell'odierna Arabia Saudita e, in quanto acerrimo nemico della dinastia saudita, combatté a fianco degli ottomani e contro i ribelli arabi sostenuti dal Regno Unito nell'ambito della rivolta araba; una volta caduto l'impero lo Stato si dissolse nel 1921, venendo integrato nella nascente Arabia Saudita[10].
- Repubblica Democratica di Azerbaigian: proclamò l'indipendenza il 28 maggio 1918 sui territori dell'attuale Azerbaigian, già parte dell'Impero russo, chiedendo subito l'assistenza militare ottomana per fare fronte agli eventi della cosiddetta "guerra armeno-azera"; alla fine della prima guerra mondiale il Paese ottenne un certo riconoscimento diplomatico, ma nel marzo-aprile del 1920 fu invaso ed occupato dalle forze della nascente Unione Sovietica.

## Armistizi e trattati
- La Bulgaria firmò l'armistizio con gli Stati dell'Intesa il 29 settembre 1918, in seguito alla vittoriosa offensiva alleata sul fronte macedone.
- L'Impero ottomano, nonostante molti generali fossero per la continuazione a oltranza della guerra, firmò a sua volta l'armistizio il 30 ottobre 1918 a seguito delle avanzate inglesi e arabe in Palestina-Siria e poiché, a seguito della resa della Bulgaria, era rimasto isolato dagli alleati (Germania e Austria-Ungheria).
- Ungheria e Austria firmarono due armistizi separati durante la prima settimana di novembre in seguito alla disgregazione e al collasso dell'impero asburgico e all'offensiva italiana di Vittorio Veneto.
- La Germania firmò l'armistizio per ultima l'11 novembre 1918, a seguito dell'offensiva dei cento giorni e la seguente avanzata alleata sul fronte occidentale e in Belgio.

Non vi fu quindi un armistizio generale tra l'Intesa e gli imperi centrali, ma diversi armistizi diversificati.
| Bandiera                    | Nazione          | Armistizio        |
| --------------------------- | ---------------- | ----------------- |
| Bulgaria (bandiera)         | Bulgaria         | 29 settembre 1918 |
| Impero ottomano (bandiera)  | Impero ottomano  | 30 ottobre 1918   |
| Austria-Ungheria (bandiera) | Austria-Ungheria | 4 novembre 1918   |
| Germania (bandiera)         | Impero tedesco   | 11 novembre 1918  |

| Bandiera                                        | Stato                   | Trattato                                          |
| ----------------------------------------------- | ----------------------- | ------------------------------------------------- |
| Austria (bandiera)                              | Austria                 | Trattato di Saint-Germain                         |
| Bulgaria (bandiera)                             | Bulgaria                | Trattato di Neuilly                               |
| Germania (bandiera)                             | Germania                | Trattato di Versailles                            |
| Ungheria (bandiera)                             | Ungheria                | Trattato del Trianon                              |
| Impero ottomano (bandiera) · Turchia (bandiera) | Impero ottomano Turchia | Trattato di Sèvres seguito da Trattato di Losanna |

## Capi e comandanti
Austria-Ungheria 
Capi di Stato

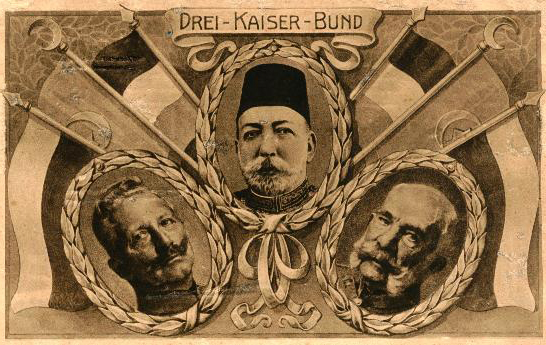
Guglielmo II, Mehmet V, Francesco Giuseppe I: I tre imperatori degli imperi centrali.

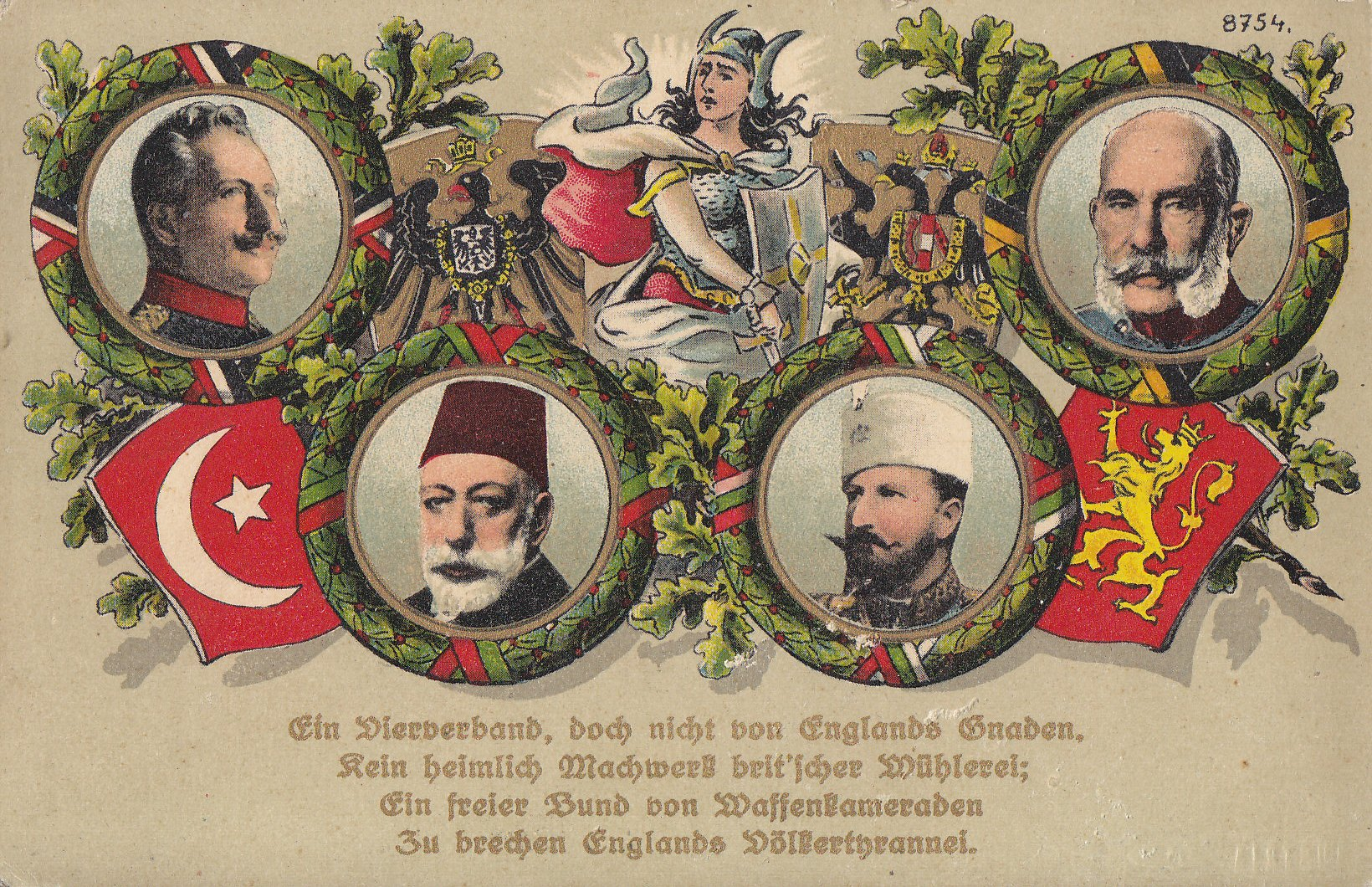
I quattro sovrani degli imperi centrali dopo l'intervento della Bulgaria.

- Francesco Giuseppe I - Imperatore d'Austria e Re d'Ungheria (1848 - 1916)
- Carlo I - Imperatore d'Austria e Re d'Ungheria (1916 - 1918)

Capi di governo
Austria
- Karl von Stürgkh (1914 - 1916)
- Ernest von Koerber (1916)
- Heinrich Clam-Martinic (1916 – 1917)
- Ernst Seidler von Feuchtenegg (1917 – 1918)
- Max Hussarek von Heinlein (1918)
- Heinrich Lammasch (1918 – 1919)

Ungheria
- István Tisza (1913 - 1917)
- Móric Esterházy (1917)
- Sándor Wekerle (1917 - 1918)
- János Hadik (1918)

Capi politici
- Alexander von Krobatin - Ministro della guerra (1912 - 1917)
- Rudolf Stöger-Steiner von Steinstätten - Ministro della guerra (1917 - 1918)
- Anton Haus - Capo della sezione navale del ministero della guerra (1913 - 1917)
- Karl Kailer von Kaltenfels - Capo della sezione navale del ministero della guerra (1917)
- Maximilian Njegovan - Capo della sezione navale del ministero della guerra (1917)
- Franz von Holub - Capo della sezione navale del ministero della guerra (1917 - 1918)

Capi militari
- Conrad von Hötzendorf - Capo di Stato maggiore dell'esercito (1914 - 1917)
- Arthur Arz von Straussenburg - Capo di Stato maggiore dell'esercito (1917 - 1918)
- Anton Haus - Comandante in capo della marina imperiale austriaca (1913 - 1917)
- Maximilian Njegovan - Comandante in capo della marina imperiale austriaca (1917 - 1918)

  Germania 
Capi di Stato
- Guglielmo II - Imperatore tedesco (1888 - 1918)

Capi di governo
- Theobald von Bethmann-Hollweg - Cancelliere del Reich (1909 - 1917)
- Georg Michaelis - Cancelliere del Reich (1917)
- Georg von Hertling - Cancelliere del Reich (1917 - 1918)
- Maximilian von Baden - Cancelliere del Reich (1918)
- Friedrich Ebert - Cancelliere del Reich (1918)

Capi politici
- Erich von Falkenhayn - Ministro della guerra prussiano (1913 - 1915)
- Adolf Wild von Hohenborn - Ministro della guerra prussiano (1915 - 1916)
- Hermann von Stein - Ministro della guerra prussiano (1916 - 1918)
- Heinrich Scheuch - Ministro della guerra prussiano (1918 - 1919)
- Alfred von Tirpitz - Segretario di Stato per l'ufficio navale imperiale (Reichsmarineamt) (1897 - 1916)
- Eduard von Capelle - Segretario di Stato per l'ufficio navale imperiale (1916 - 1918)
- Paul Behncke - Segretario di Stato per l'ufficio navale imperiale (1918)

Capi militari
- Helmuth Johann Ludwig von Moltke - Capo di Stato maggiore dell'esercito tedesco (1906 - 1914)
- Erich von Falkenhayn - Capo di Stato maggiore dell'esercito (1914 - 1916)
- Paul von Hindenburg - Capo di Stato maggiore dell'esercito (1916 - 1918)
- Hugo von Pohl - Capo di Stato maggiore della marina (1913 - 1915)
- Gustav Bachmann - Capo di Stato maggiore della marina (1915)
- Henning von Holtzendorff - Capo di Stato maggiore della marina (1915 - 1918)
- Reinhard Scheer - Capo di Stato maggiore della marina (1918)

  Impero ottomano 
Capi di Stato
- Mehmet V - Sultano dell'Impero ottomano (1909 - 1918)
- Mehmet VI - Sultano dell'Impero ottomano (1918)

Capi di governo
- Said Halim Pasha - Gran visir dell'Impero ottomano (1913 - 1917)
- Mehmed Talat Pasha - Gran visir dell'Impero ottomano (1917 - 1918)
- Ahmed İzzet Pasha - Gran visir dell'Impero ottomano (1918)
- Ahmed Tevfik Pascià - Gran visir dell'Impero ottomano (1918 - 1919)

Capi politici
- Ismail Enver - Ministro della guerra (1914 - 1922)
- Djemal Pasha - Ministro della marina (1914 - 1918)
- Rauf Orbay - Ministro della marina (1918 - 1922)

Capi militari
- Ismail Enver - Comandante in capo delle forze ottomane (1914 - 1918)
- Friedrich Bronsart von Schellendorf - Capo di Stato maggiore dell'esercito (1914 - 1918)
- Wilhelm Souchon - Comandante in capo della marina (1914 - 1917)
- Hubert von Rebeur-Paschwitz - Comandante in capo della marina (1917 - 1918)

  Bulgaria 
Capi di Stato
- Ferdinando I - Zar di Bulgaria (1887 - 1918)

Capi di governo
- Vasil Radoslavov - Primo ministro di Bulgaria (1913 - 1918)
- Aleksandăr Malinov - Primo ministro di Bulgaria (1918)

Capi politici
- Kalin Naydenov - Ministro della guerra (1915 - 1917)
- Andrej Ljapčev - Ministro della guerra (1917 - 1918)
- Mihail Savov - Ministro della guerra (1918)

Capi militari
- Nikola Zhekov - Comandante in capo delle forze bulgare (1915 - 1918)
- Konstantin Žostov - Capo di Stato maggiore dell'esercito (1915 - 1916)
- Ivan Lukov - Capo di Stato maggiore dell'esercito (1916 - 1918)